# Caslon Egyptian
Pour les articles homonymes, voir Caslon.
Caslon Egyptian est une police de caractères dessinée à la fonderie Caslon, dans le catalogue de laquelle elle apparaît en 1816. Elle constitue le premier caractère sans empattements de l’histoire de la typographie latine.